# 飛行第14戰隊 (日本陸軍)
飛行第14战隊（ひこうだいじゅうよんせんたい、飛行第十四戰隊）是大日本帝国陸軍的飛行战隊之一。軍隊符號為14F。

## 战隊概要
- 飛行分科：重爆
- 編成時期：1938年（昭和13年）8月31日，飛行第14連隊（14FR）改編
- 編成地：台湾嘉義
- 使用機種：九七式重爆撃機、四式重型轰炸机
- 終战時所在地：群馬縣新田

## 戰歷
在1941年12月8日日本發動太平洋戰爭的首天，該飛行戰隊的17架九七式重爆撃機從台灣飛到菲律賓空襲美軍基地，支援攻略菲律賓，之後數日都是空襲菲律賓。
因為香港總督楊慕琦拒絕向日軍投降，日軍決定加派重轟炸機隊空襲香港，在12月16日抽調該戰隊增援香港戰役，連續三日空襲駐港英軍在香港島的炮台及防衛陣地。